# Powiat borszczowski (Galicja)
Powiat borszczowski – dawny powiat kraju koronnego Królestwo Galicji i Lodomerii, istniejący w latach 1867–1918.
Siedzibą c.k. starostwa był Borszczów. Powierzchnia powiatu w 1879 roku wynosiła 7,481 mil kw. (430,46 km²), a ludność 87 038 osób. Powiat liczył 80 osad, zorganizowanych w 72 gminy katastralne.
Na terenie powiatu działały 2 sądy powiatowe – w Borszczowie i Mielnicy.

## Starostowie powiatu
- Jan Madeyski (1870)
- Mieczysław Polikowski (1879)
- Józef Salamon (1882, do 1887)[1]
- Michał Konstanty Kerékjártó (1890)
- Karol Mühlner (m.in. w 1906[2])

## Komisarze rządowi
- Jan Nazimecki (1870)
- Zenon Korotkiewicz (1879)
- Antoni Grodki (1890)